# Hugues-Adrien Joly
Hugues-Adrien Joly (Paris, 1718 - 1800) est le garde du Cabinet des estampes de la Bibliothèque du Roy pendant près de cinquante ans et a eu un rôle très important dans l'organisation et le développement de ce département.

## Biographie
Hugues-Adrien Joly naît à Paris le 10 avril 1718,.
Il fait des études artistiques, sous les auspices de Charles Antoine Coypel, premier peintre du roi, puis devient secrétaire de l'Académie royale de peinture et de sculpture, poste qu'il occupe pendant une trentaine d'années.
Joly travaille au Cabinet des estampes de la Bibliothèque du Roy depuis 1737 et en devient le gardien en 1750,,.
Hugues-Adrien Joly fréquente les plus importants artistes et amateurs d’estampes de son époque, comme Charles-Nicolas Cochin, Jean-Claude Richard de Saint-Non, Pierre-Jean Mariette, Anne Claude de Caylus, François-Bernard Lépicié, François-Bernard Lépicié et Jean-Michel Papillon,,. Il est très bien vu à la Cour, faisant visiter le Cabinet à de très hauts dignitaires avec sérieux et zèle,. Pourtant, il regrette de perdre autant de temps avec des gens qui n'entendent rien à l'art.
Il préfère aider les étudiants et les chercheurs, et se consacrer à rechercher des aides financières et à agrandir la collection, qu'il répertoriait et commentait avec soin,. Il fait de nombreuses et importantes acquisitions et a mis en œuvre le plan de classement des estampes encore utilisé de nos jours. Directeur le plus fécond du Cabinet, Hugues-Adrien Joly pose avec son fils et successeur Adrien-Jacques Joly, les bases de ce qui deviendra l'un des plus riches cabinets des estampes du monde,, dont la collection a triplé sous sa direction,.
On sait grâce à sa fameuse correspondance avec le baron de Heinecken qu'il se plaint du manque d'aide humaine, du manque de collaboration et de l'ingratitude des artistes à qui il demandait des informations ; il se plaint surtout de ne pas avoir le temps d'écrire sur l'histoire de la gravure.
Il a produit l’Inventaire du Cabinet des Estampes (1 à 15000, en trois volumes), qu'il a commencé en 1779 et qui sera achevé après sa mort en 1854.
Il meurt le 7 ventôse an VIII, soit le 26 février 1800.

### Iconographie
- Louis Delaville a réalisé un buste en terre-cuite de Joly, en 1797 (voir en ligne sur Gallica)